# 漸新世
漸新世（Oligocene）是地質時代中古近紀的最後一個主要分期，大約開始於3400萬年前，終於2300萬年前，介於始新世（Eocene）與新近紀的中新世（Miocene）之間。比起其他比較古老的地質時期，用岩床來確認漸新世比较准确，但精確的起始與結束時間仍不確定。渐新世（Oligocene）之名来自希腊文字ὀλίγος（oligos,“少”之意）和καινός（kainos,“新”之意），即表示在始新世喷發式的进化之后，这个时期哺乳动物种类增加并不明显。
渐新世被认为是一个重要的过渡时期，是连接“炎热的始新世时期的古老世界和生态系统更具有现代特征的中新世”的纽带。渐新世时期生态系统发生的一大变化是草原在全球的扩张，而热带阔叶林则萎缩至赤道一带。
标志渐新世开始的事件是一起被称为大置换的大规模物种灭绝事件。除了少数本地的啮齿类动物和有袋类动物之外，当时欧洲的动物群都被来自亚洲的动物群所取代。渐新世和中新世则没有显著的全球性事件为其分野，而是各个地区相继从较温暖的渐新世晚期（2,600—2,300万年前）进入较寒冷的中新世。

## 時期划分

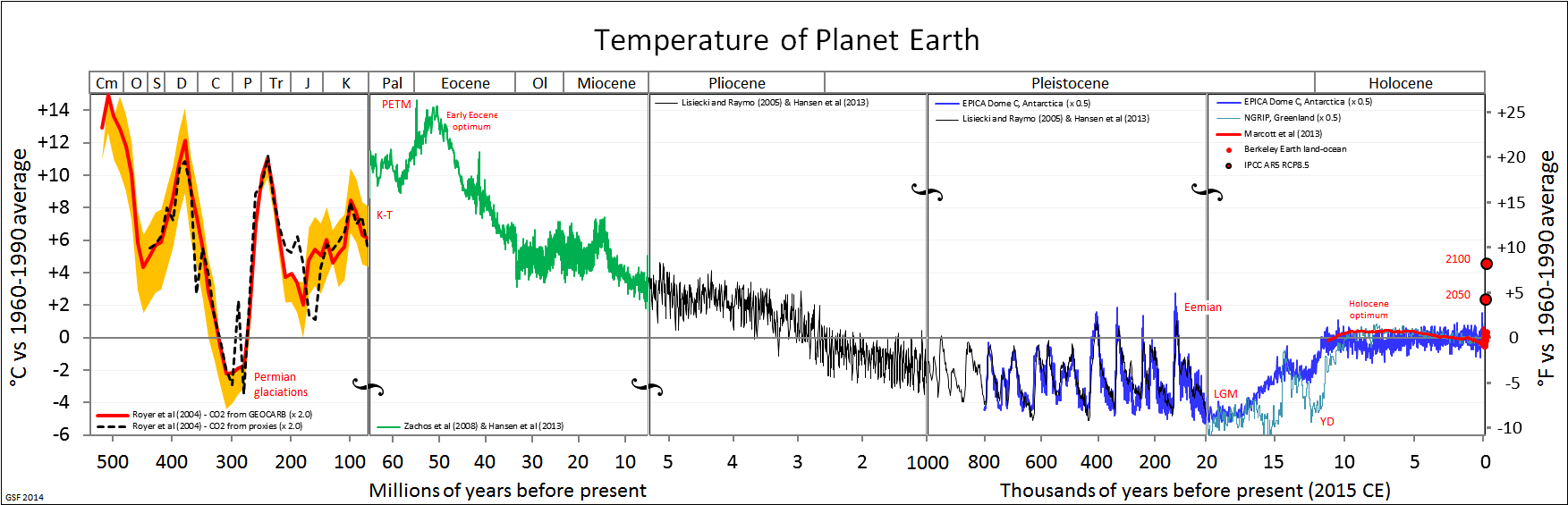

漸新世分為兩個時期：
| 恰特期（Chattian）   | （27.82 – 23.03百萬年） |
| 鲁培尔期（Rupelian） | （33.9 – 27.82百萬年）  |

## 气候
古近纪时期全球气温持续下降的趋势在渐新世被打断，在40万年之间气温急剧下降8.2℃之后进入了一段长达700万年的气温平稳震荡期。这段平稳震荡期从3,250万年前开始，至2,550万年前结束。渐新世的气候变迁包括全球冰量的增加、海平面的下降（降幅达55米，从3,570万年前至3,350万年前）和气温的平稳变化。之后，在2.800万年至2,600万年间，随着La Garita Caldera超级火山的爆发，这段气温平稳震荡期随之结束。不过，渐新世和中新世更替期间的气候仍然比较稳定。

## 古地理
在这段时期，各大洲继续飘移向它们目前所在的位置。南极洲越来越孤立，并最终成为一个永久性的冰封大陆。
北美洲西部的造山运动仍在继续；非洲板块持续向北挤压欧亚板块，阿尔卑斯山脉随之开始隆起，并将特提斯洋的残余部分与大洋隔离开。在渐新世早期，欧洲遭遇到了短期的海洋入侵，这种状况在北美洲则较少发生。渐新世早期在北美洲和欧洲之间似乎仍有陆桥相连，因为这段时期这两处的动物区系仍然十分相似。在渐新世的某段时间里，南美洲最终与南极洲分离，并漂向北美洲；这也使得南极洲环流得以畅通无阻，最终使南极大陆的温度急剧下降。

## 植物
被子植物继续在全球扩张；热带和亚热带森林则被温带落叶林所取代。开阔的平原和沙漠面积较之原来扩大了许多。草原也从始新世时期的河岸地带发展至开阔地带，但仍未发展至今日热带和亚热带大草原之规模。
在北美洲，亚热带物种占据着主导地位；而山毛榉、蔷薇属和松属植物亦十分常见。带有豆荚的豆科植物、莎草科植物和蕨类植物都继续繁衍兴盛。

## 动物

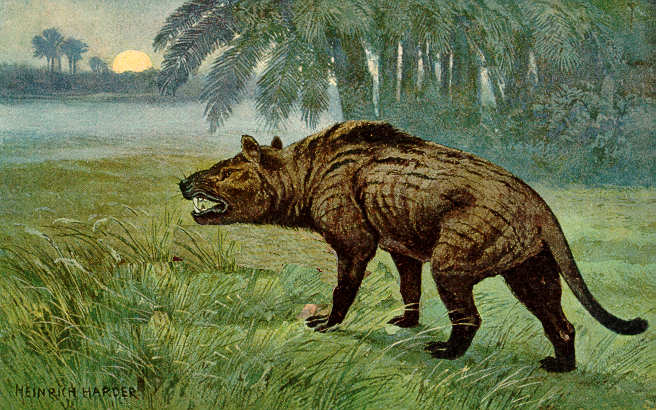
鬣齿兽

除了澳大利亚，在其他各洲都有发现重要的渐新世陆生动物。更多的开阔地形使得动物向大型化趋势发展。海洋动物和北方各大陆的陆生脊椎动物都具有了很多现代特征，这更可能是因为古老物种在这个时期逐渐灭绝，而非现代物种进化的结果。这个时期的许多物种，如马科、巨猪科、犀科、岳齿兽科和骆驼科动物都变得更善于奔跑，以适应始新世时期的森林衰退之后形成的平坦开阔地形。

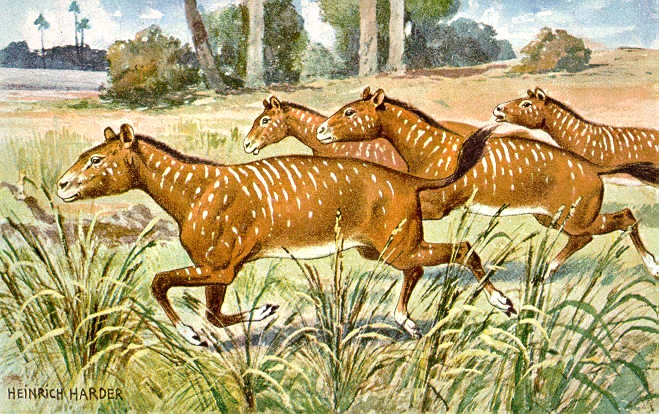
中马属动物

渐新世时期，南美洲与其他大陆相互隔离，在其上发展出了十分特别的动物区系，南美洲成为了许多奇异动物，如焦獸目、闪兽目、滑距骨目和南方有蹄目动物的繁衍地。Sebecosuchian鳄鱼、骇鸟和肉食性有袋类动物，如袋鬣狗科动物，仍是占支配地位的捕食者。雷兽在渐新世最初阶段就已经灭绝了；而到了渐新世结束之时，裂齿类动物则在非洲和中东之外的地区消失了。多瘤齿兽目动物，作为一个古老的原始哺乳动物谱系，也在渐新世灭亡了。渐新世出现了一系列的奇异动物。美国的白河荒地原来即是一片半干旱草原，这里是许多不同种类的区域性动物，如古猪兽、骆驼科动物、犀科动物、中新马属动物、猎猫科动物和原角鹿科动物的繁衍地，这里还曾出现了早期的犬科动物黄昏犬。岳齿兽科动物作为北美洲特有的物种，在渐新世时期得到了广泛的分布。这时的亚洲大陆上巨犀亚科十分繁荣，其中的长颈副巨犀则是地球上出现过的最大的陆生哺乳动物。
渐新世的海洋动物与现今的物种十分相似，如双壳纲动物。不过这个时期发现的海洋动物化石没有始新世和中新世丰富。须鲸和齿鲸已经在这个时期出现，而他们的始祖——古鲸亚目动物由于缺乏回声定位能力——这种能力在当时海水变冷和变浑浊的情况下十分有用——种群开始衰退，造成其消亡的原因还包括气候变化、来自现代鲸类和亦在该时期出现的页鲨的竞争。早期的链齿兽目动物，如河马眼索齿兽（Behemotops），其化石最早即出现在渐新世。在渐新世末期，由其与熊和水獭近似的始祖进化而来的鳍足类动物可能出现了。

## 海洋
海洋持续变冷，特别是在南极洲附近。

## 撞击事件
有记录的外星体撞击事件：
- 加拿大，努纳武特，2,300万年前，陨石坑直径24公里。

## 超级火山爆发事件
美国，科罗拉多，La Garita Caldera超级火山，2,780万年前，喷发量大于5,000km³，火山爆發指数9.2。